# Mein Musical
Mein Musical (Originaltitel: My Musical) ist die insgesamt 123. Episode sowie sechste Folge der sechsten Staffel der US-amerikanischen Krankenhaus-Dramedy-Serie Scrubs – Die Anfänger. Die Episode handelt von Patti Miller, die aufgrund eines Hirnaneurysmas alle Personen singend und tanzend erlebt, wodurch sie den Krankenhausalltag musikalisch mitbekommt. Die als Musical konzipierte Episode wurde von Debra Fordham geschrieben, Regie führte Will Mackenzie. Die Idee hatte der Musical-Fan und Schöpfer der Serie, Bill Lawrence. Die Songs wurden von Paul F. Perry, Jan Stevens, Doug Besterman, Jeff Marx und Robert Lopez verfasst. Die Erstausstrahlung in den USA erfolgte am 18. Januar 2007 auf NBC, in Deutschland am 27. Oktober 2007 auf ProSieben.

## Handlung
Patti Miller fällt im Park in Ohnmacht und wird von Elliot und J. D. entdeckt. Als sie wiedererwacht, hört sie sich und alle anderen singen. Carla hat derweil entschieden, nicht bei ihrem Kind zu Hause zu bleiben, sondern stattdessen weiter arbeiten zu gehen, was ein Ärgernis für Turk darstellt. Elliot hat ihrerseits ein kleines Haus gekauft. J. D. ist zunächst wütend, dass Elliot deswegen die Wohngemeinschaft kündigt. Doch Elliot und J. D. versöhnen sich wie Carla und Turk wieder. Patti Miller wird nach einer Hirnoperation von ihrer Krankheit geheilt und bekommt alles wieder normal mit.

## Auszeichnungen
Mein Musical wurde bei der Primetime-Emmy-Verleihung 2007 insgesamt für fünf Auszeichnungen in vier Kategorien nominiert. Gewinnen konnte die Episode den Emmy-Award zusammen mit der Episode Ein Tag im St. Fernando Valley der Serie Entourage in der Kategorie Tonabmischung für eine Serie oder ein Spezial (Multi-Kamera).